# Rhaphidostichum pallidifolium
Rhaphidostichum pallidifolium är en bladmossart som beskrevs av Hugh Neville Dixon 1930. Rhaphidostichum pallidifolium ingår i släktet Rhaphidostichum och familjen Sematophyllaceae. Inga underarter finns listade i Catalogue of Life.